# Facundo Arana
Jorge Facundo Arana Tagle (Buenos Aires, 31 de marzo de 1972) es un actor y músico argentino, conocido por sus papeles protagónicos en series televisivas como Chiquititas, Muñeca Brava, Yago, pasión morena, 099 Central, Padre coraje, Sos mi vida, Vidas robadas y Farsantes, entre otras. Ha ganado varios premios por sus actuaciones en teatro y televisión.

## Biografía
Es hijo del Dr. Jorge Arana Tagle, abogado especialista en Derecho marítimo, y Matilde von Bernard, deportista y exjugadora de hockey, tiene ascendencia alemana. Hizo sus estudios en el colegio St Catherine´s Moorlands de Pilar. Arana también toca el saxofón.
A los 17 años le detectaron un cáncer denominado Enfermedad de Hodgkin, una malignidad del tejido linfoide que se localiza en los ganglios linfáticos, el bazo, el hígado y la médula ósea. Pasó once meses de quimioterapia y radioterapia y cinco años de controles.
En noviembre de 2010, Arana hizo cumbre en el Aconcagua con el objetivo de generar conciencia sobre la donación de sangre y colocó una bandera en la cima, en conmemoración del 96.º aniversario de la primera transfusión de sangre en el país.
En 2012 Arana intentó escalar el Monte Everest para concientizar a la población sobre la importancia de solidarizarse y donar sangre. Durante su travesía fue evacuado de urgencia por un problema respiratorio y debió abandonar el ascenso al Everest. El 23 de mayo de 2016, a las 11.50 hora local (Nepal), finalmente hizo cumbre en el Monte Everest.
Además es embajador de Fundaleu, una fundación que lucha para combatir la Leucemia.
En 2007 comenzó una relación con la modelo María Susini, con quien se casó en 2012. Juntos tienen tres hijos: India, Yaco y León Moro.
En 2014 fue declarado "Personalidad Destacada de la Ciudad Autónoma de Buenos Aires en el ámbito de la Cultura" según recoge la LEY N.º 4.1 Sanción: 08/05/2014 Promulgación: Decreto N.º 197/014 del 30/05/2014 Publicación: BOCBA N.º 4411 del 05/06/2014

## Trayectoria

### Década de 1990
Comenzó en Canal 9 en Alta comedia, Marco, el candidato, La hermana mayor y El Rafa.[cita requerida]
 En 1993 trabajó en la tenenovela "Canto Rodado" junto a Damian De Santo. En 1997 llegaría su primer trabajo importante, interpretando a Alejo Méndez Ayala en la exitosa serie infantil de Cris Morena Chiquititas, en su primer año de participación interpretó al villano de la serie y, al año siguiente, en 1998, pasó a ser el galán de la tira, enamorando a la protagonista, interpretada por Romina Yan.[cita requerida]

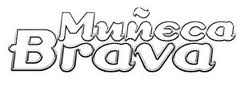
Logo de Muñeca brava

A fines de 1998 y durante 1999 fue partícipe de Muñeca brava, la telenovela que terminó de consagrar su carrera, en la que compartió protagonismo junto a Natalia Oreiro en la pantalla de Telefe. La ficción resultó un éxito no solo en Argentina, sino también en países como Rusia, Israel, Rumania, Polonia y gran parte de Latinoamérica, por lo que Facundo obtuvo fama internacional. En Israel recibió el premio Viva! al mejor actor.

### Década de 2000
En 2000 fue coprotagonista de la comedia Buenos vecinos, donde actuó junto a Hugo Arana, Moria Casán, Malena Solda, entre otros.
En 2001 debutó en cine protagonizando junto a Romina Yan, Chiquititas: Rincón de luz, película de la exitosa saga infantil que los tuvo como protagonistas. También participa del filme La fuga.
Su siguiente protagónico fue en la telenovela Yago, pasión morena junto a Gianella Neyra en las tardes de Telefe, por el que obtuvo su primer Martín Fierro, al Mejor actor protagónico de telenovela.
Bajo producción de Pol-ka, protagoniza en 2002 la telenovela 099 Central, junto a Nancy Dupláa por la pantalla de El Trece. Fue premiado por segunda vez con el Martín Fierro como Mejor actor de telenovela.
En 2004 protagonizó nuevamente junto a Nancy Dupláa, la telenovela Padre coraje, con producción de Pol-ka, en la pantalla de El Trece. Recibe su tercer premio Martín Fierro, al Mejor actor y por dicha telenovela recibe el Martín Fierro de Oro como la mejor ficción del año. También recibió el premio al mejor actor en el Festival y Mercado de la Telenovela Iberoamericana.
En 2005 protagonizó en teatro, junto a Pepe Soriano, la obra Visitando al Sr. Green. Por su labor obtuvo el premio ACE y Florencio Sánchez como revelación en teatro.
En 2006 protagonizó una nueva telenovela de Pol-Ka, Sos mi vida
Junto a Betiana Blum y China Zorrilla protagoniza la película Tocar el cielo. Entre 2007 y 2008 protagonizó la obra de teatro Codicia. Y al año siguiente encabezó Poder se puede, junto a Nicolás Scarpino.
En 2008 firmó contrato con Telefe para protagonizar la telenovela Vidas robadas. La ficción fue muy elogiada por tratar temas como la trata de personas. Por su rol fue nominado al Martín Fierro y al Seoul International Drama Awards.

### Década de 2010

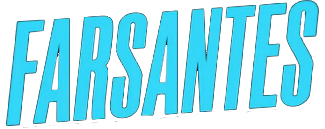
Logo de Farsantes.

En 2010 retorna al cine protagonizando la película independiente El agua del fin del mundo.
En 2011 vuelve a la pantalla chica, protagonizando junto a Julieta Díaz la telenovela "Cuando me sonreís", una producción de RGB productora de Gustavo Yankelevich. En ella interpreta el personaje de Gastón. Ese año hizo un documental titulado Donar sangre salva vidas, emitido por Canal Encuentro, ganador de un Premio Martín Fierro de cable 2012, en el rubro Mejor documental.
Vuelve al teatro en el verano 2012/2013, protagonizando en Mar Del Plata la obra En el aire.
De 2013 a 2014 fue uno de los protagonistas de la serie Farsantes, juntó a Julio Chávez, Benjamín Vicuña y Alfredo Casero.
A fines de 2014, y hasta mediados de 2015 protagonizó junto a Romina Gaetani y Eleonora Wexler la telenovela Noche y día, por El Trece.
En el 2016 vuelve al teatro con la obra en El aire, llenó la sala del Tabarís y quedó meses en cartelera. En septiembre dio un recital en La Trastienda Club con su banda Facundo Arana & The Blue Light Orquestra, presentó su segundo disco "EN EL AIRE".
En 2017 hizo presentaciones en varias provincias con En el aire; a mediados de año estrenó en teatro Los Puentes de Madison en el Paseo La Plaza junto a Araceli González y elenco, que en 2018 llevó a Mar del Plata.
Durante ese año debuta como cantante con su disco solista Salir a tocar, con ritmos de jazz y blues. El primer sencillo del álbum fue la versión de Ben E. King, Stand by Me.
En 2019 forma parte del elenco siendo protagonista de la telenovela Pequeña Victoria, interpretando a Antonio Tiscornia.

## Televisión
| Año       | Título                          | Personaje                                             |
| --------- | ------------------------------- | ----------------------------------------------------- |
| 1993      | Canto rodado                    | Ramiro Ríos                                           |
| 1993      | La flaca escopeta               | Facundo                                               |
| 1994-1995 | Alta comedia                    | Varios personajes                                     |
| 1994      | Mi cuñado                       | Novio de Lilly                                        |
| 1994      | Marco, el candidato             | Willy Cassirone                                       |
| 1995      | Son de diez                     | Novio de Bárbara                                      |
| 1995      | Perla negra                     | Leonardo Bastides                                     |
| 1996      | Montaña rusa, otra vuelta       | Willy                                                 |
| 1996      | Zíngara                         | Rodolfo "Ruddy" Moretti                               |
| 1997      | El Rafa                         |                                                       |
| 1997-1998 | Chiquititas                     | Alejo y Manuel Méndez Ayala                           |
| 1998-1999 | Muñeca brava                    | Ivo Di Carlo/Ivo Miranda                              |
| 1999-2001 | Buenos vecinos                  | Diego Pinillos                                        |
| 2000      | Tiempo final                    | Pablo "Ep: La entrega"                                |
| 2001      | Yago, pasión morena             | Yago Valdez- Fabio Sirenio                            |
| 2002      | 099 Central                     | Tomás Ledesma- Diego Robles                           |
| 2003      | Durmiendo con mi jefe           | El Sueco                                              |
| 2004      | Padre Coraje                    | Coraje/Padre Juan Gabriel Jaúregui Peregrino Esposito |
| 2005      | Una familia especial            | Exterminador                                          |
| 2006-2007 | Sos mi vida                     | Martín Quesada                                        |
| 2008      | Vidas robadas                   | Bautista Amaya                                        |
| 2011      | Cuando me sonreís               | Gastón Armando Murfi                                  |
| 2012      | Expedición Everest              | Conductor                                             |
| 2013-2014 | Farsantes                       | Alberto "Beto" Marini                                 |
| 2014-2015 | Noche & día                     | Victorio "Vico" Villa                                 |
| 2017      | Quiero vivir a tu lado          | Víctor Lorenzeti                                      |
| 2018      | #Vive Ro: noche de sueños       | Él mismo (Invitado especial)                          |
| 2019      | Pequeña Victoria                | Antonio Tiscornia                                     |
| 2021      | Pequeñas Victorias              | Antonio Tiscornia                                     |
| 2023      | ¿Quién es la máscara? Uruguay 2 | Camello (4.º desenmascarado)                          |
| 2023-2024 | Buenos chicos                   | Rocco Guzmán                                          |

## Teatro

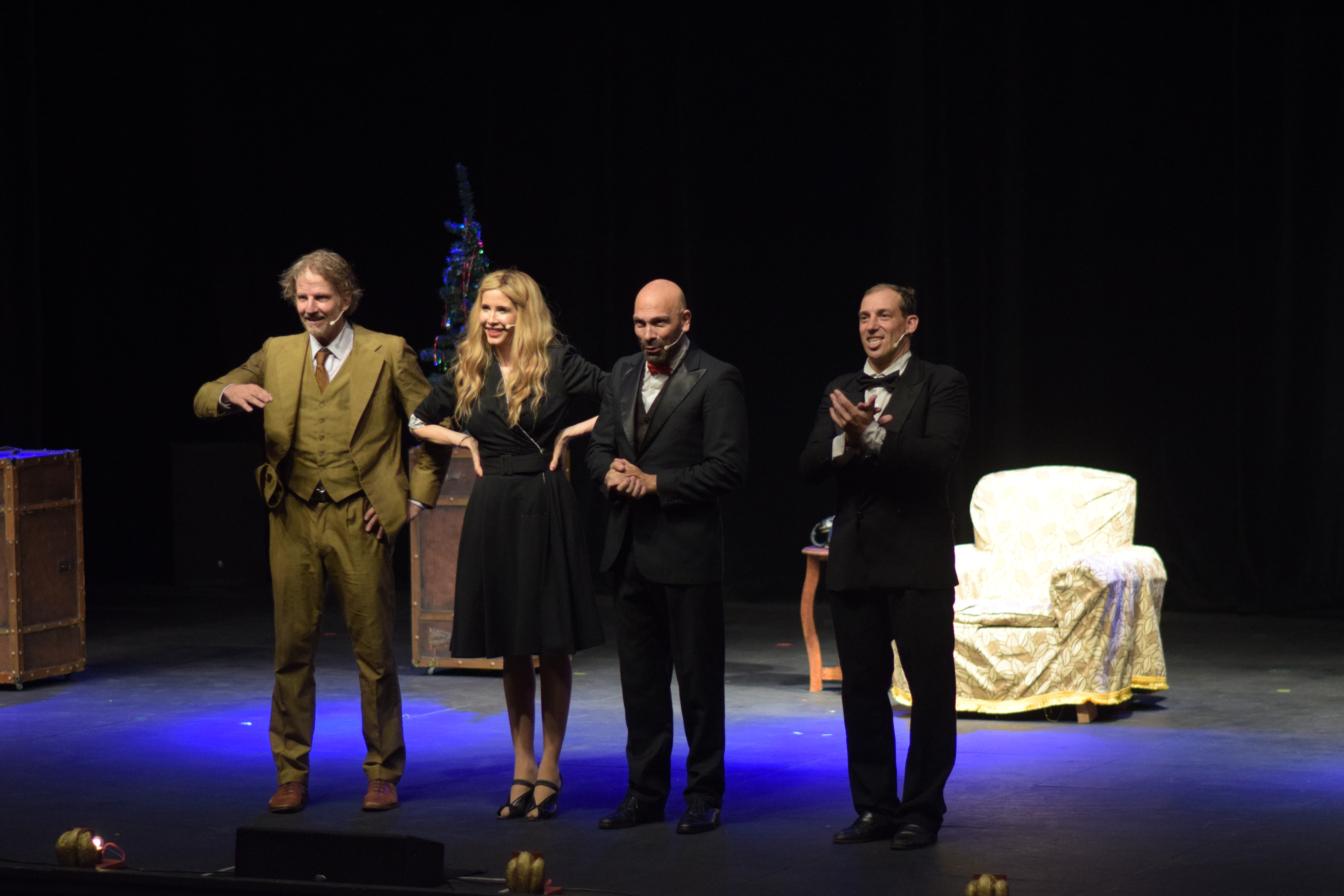
Facundo Arana en Los 39 Escalones en Mar del Plata

| Año       | Obra                                              | Personaje          |
| --------- | ------------------------------------------------- | ------------------ |
| 1998      | Chiquititas                                       | Alejo Méndez Ayala |
| 2005      | Visitando al Sr. Green                            | Ross Gardiner      |
| 2007-2008 | Codicia                                           | Richard Roma       |
| 2009-2010 | Poder se puede                                    | Muller             |
| 2012-2013 | En el aire                                        | Varios personajes  |
| 2016-2017 | El el aire                                        | Varios personajes  |
| 2017-2018 | Los puentes de Madison                            | Robert Kincaid     |
| 2019      | [[Cartas de amor (obra de teatro)\|Cartas de amor | Andrew Mekepeace   |
| 2021      | El el aire]]                                      | Varios personajes  |
| 2022-2023 | Los 39 Escalones                                  | Richard Hannay     |

## Cine
| Año  | Película                            | Personaje          |
| ---- | ----------------------------------- | ------------------ |
| 2001 | Chiquititas, rincón de luz          | Alejo Méndez Ayala |
| 2001 | La fuga                             | Víctor Gans        |
| 2007 | Tocar el cielo                      | Santiago           |
| 2011 | El agua del fin del mundo           | Martín             |
| 2015 | Adiós, querido Pep                  | Mauro              |
| 2017 | YOn My Space                        | YOn                |
| 2025 | Soltera, Casada, Viuda y Divorciada | Gonzalo            |

## Discografía
| Año  | Álbum              |
| ---- | ------------------ |
| 1998 | Chiquititas Vol. 4 |
| 2014 | Salir a tocar      |
| 2016 | En el aire         |

## Premios

### Premios Martín Fierro
| Año  | Categoría                                        | Trabajo Nominado         | Resultado | Ref.   |
| ---- | ------------------------------------------------ | ------------------------ | --------- | ------ |
| 2001 | Mejor actor protagonista de novela               | Yago, pasión morena      | Ganador   | [ 34 ] |
| 2002 | Mejor actor protagonista de novela               | 099 Central              | Ganador   | [ 35 ] |
| 2004 | Mejor actor protagonista de novela               | Padre Coraje             | Ganador   | [ 36 ] |
| 2006 | Mejor actor protagonista de comedia              | Sos mi vida              | Ganador   | [ 37 ] |
| 2007 | Mejor actor protagonista de comedia              | Sos mi vida              | Nominado  | [ 38 ] |
| 2008 | Mejor actor protagonista de novela               | Vidas robadas            | Nominado  | [ 39 ] |
| 2011 | Mejor actor protagonista de ficción diaria       | Cuando me sonreís        | Nominado  | [ 40 ] |
| 2013 | Mejor actor protagonista de ficción diaria drama | Farsantes                | Nominado  | [ 41 ] |
| 2014 | Mejor actor protagonista de ficción diaria       | Noche & Día, junto a vos | Nominado  |        |
| 2021 | Mejor actor protagonista de ficción              | Pequeñas Victorias       | Nominado  |        |

### Premios Martín Fierro de Cable
| Año  | Categoría                   | Trabajo Nominado         | Resultado | Ref.   |
| ---- | --------------------------- | ------------------------ | --------- | ------ |
| 2011 | Mejor programa de servicios | Poder se puede           | Ganador   | [ 42 ] |
| 2012 | Mejor documental            | Donar Sangre Salva Vidas | Ganador   | [ 43 ] |

### Otros premios
1. Premio VIVA al Mejor Actor por Muñeca Brava (2000).[44]
2. Premio del Festival y Mercado de la Telenovela Iberoamericana al Mejor Actor por "Padre Coraje" (2005).[45]
3. Premio ACE a la Revelación Masculina por "Visitando al Sr. Green" (2005).[46]
4. Premio Florencio Sánchez Revelación por "Visitando al Sr. Green" (2006).[47]
5. Nominado al Seoul International Drama Awards al Mejor Actor por "Vidas robadas" (2009).[48]
6. "Vidas Robadas" fue declarado de interés social por la Legislatura de la ciudad de Buenos Aires por su trama, el 28 de mayo de 2008.
7. "Vidas Robadas" fue declarado de interés cultural por sus aportes a la difusión de la defensa de los derechos humanos por la Cámara de Diputados de la Nación.
8. Premio José María Vilches (2010) por "Poder se Puede". Premio Municipal de Cultura de la ciudad de Mar del Plata.[49]
9. Premio Estrella de Mar (2013) Espectáculo unipersonal dramático: "En El Aire".
10. Nominado a los Premios Notirey (2015) al Actor protagonista en ficción diaria por "Noche y Día".
11. Nominado al Premio Estrella de Mar (2018) a la mejor Actuación Protagónica Masculina de Comedia Dramática por "Los Puentes de Madison".
12. Nominado al Premio Estrella de Mar (2019) a la mejor Actuación Protagónica Masculina de Drama y/o Comedia Dramática por "Cartas de Amor".
13. Premio Carlos (2020) Espectáculo unipersonal dramático: "En El Aire".
14. Premio Carlos (2020) Mejor Actor por "En El Aire".
15. Nominado al Premio Estrella de Mar (2023) a la mejor Actuación Protagónica Masculina de Comedia  por "Los 39 Escalones".